# Partido Otimista pelo Desenvolvimento de Moçambique
Partido Otimista pelo Desenvolvimento de Moçambique, abreviado como PODEMOS, é um partido político moçambicano de ideologia socialista democrática fundado em 7 de maio de 2019 por um setor da Frente de Libertação de Moçambique (FRELIMO) no poder, dissidente da liderança do Presidente Filipe Nyusi.
O PODEMOS foi fundado em 2018 quando o tribunal eleitoral rejeitou a candidatura independente de Samora Machel Jr., filho de Samora Machel, o primeiro presidente de Moçambique, para Presidente do Conselho Municipal de Maputo nas eleições municipais de 2018. Muitos membros da Associação Juvenil para o Desenvolvimento de Moçambique (AJUDEM), um grupo político interno da FRELIMO que apoiava Machel, participaram na fundação do PODEMOS em maio do ano seguinte. Apesar disso, tanto Machel quanto o partido negaram qualquer relação mútua. O partido finalmente obteve registo legal uma semana após o anúncio da sua fundação, em 14 de maio.
Durante a segunda quinzena de maio e a primeira quinzena de junho, o partido começou a coletar assinaturas para poder apresentar candidatos nas eleições gerais de 2019. Menos de um mês após sua fundação, em 11 de junho de 2019, o PODEMOS anunciou Hélder Mendonça, um músico pouco conhecido, como seu candidato presidencial.
Nas eleições gerais moçambicanas de 2024, o PODEMOS conquistou 49 assentos na Assembleia da República.